# Loknea, Kroleveț
Loknea (în ucraineană Локня) este o comună în raionul Kroleveț, regiunea Sumî, Ucraina, formată numai din satul de reședință.

## Demografie
Componența lingvistică a comunei Loknea
     Ucraineană (95,96%)
     Rusă (4,04%)
Conform recensământului din 2001, majoritatea populației comunei Loknea era vorbitoare de ucraineană (95,96%), existând în minoritate și vorbitori de rusă (4,04%).